# Henri Saladin

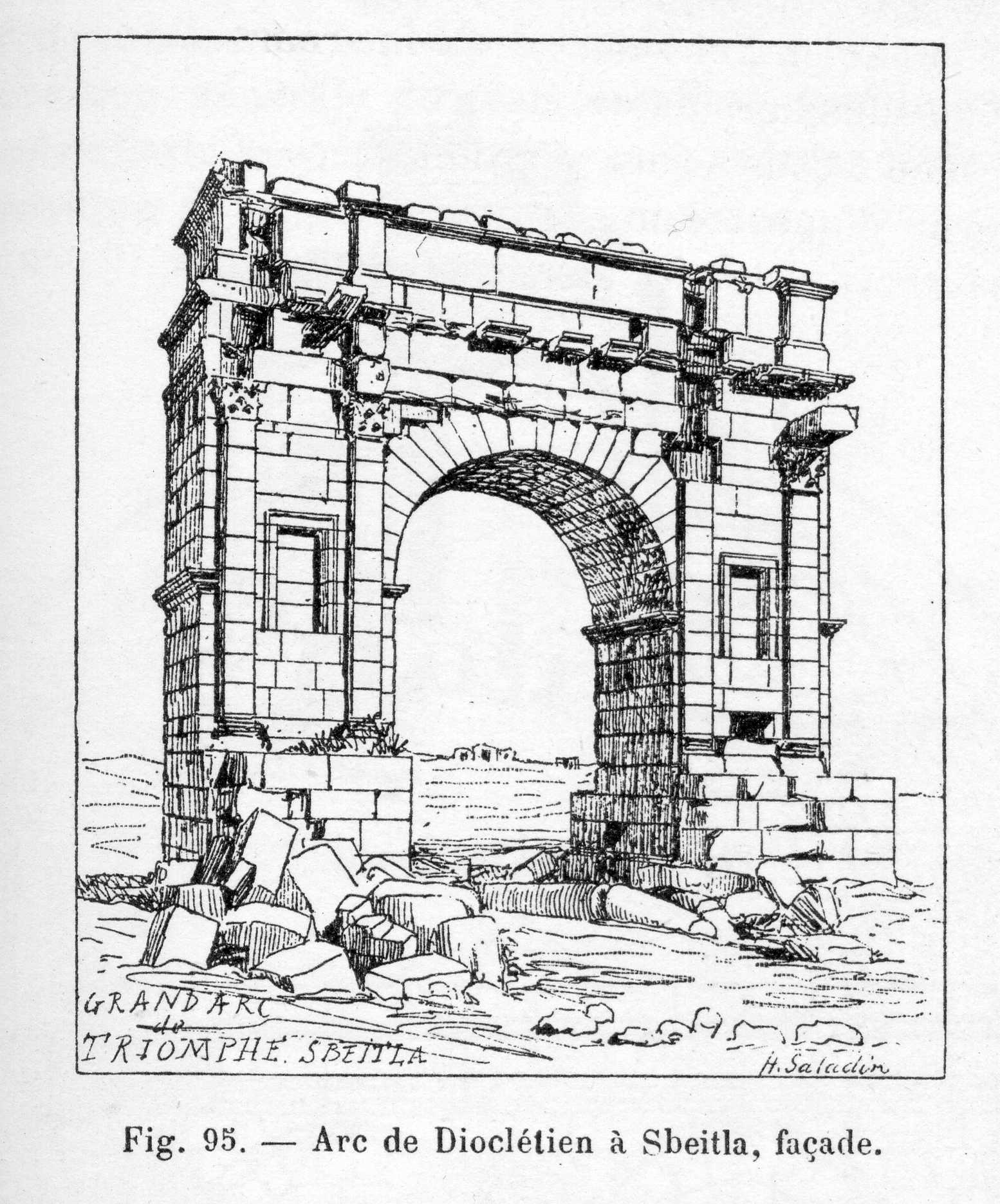
Croquis de l'arc de triomphe de Sbeïtla.

Henri Jules Saladin né le 22 novembre 1851 à Bolbec et mort le 16 décembre 1923 à Paris est un architecte français.
Ayant voyagé en Italie et en Extrême-Orient, il effectue des missions archéologiques durant lesquels il procède à des relevés intéressants des vestiges archéologiques visibles à l'époque.

## Biographie
Henri Saladin est le fils de Jules Alphonse Saladin (1826-1906), dirigeant d'une filature prospère à Nancy qui employait jusqu'à la guerre de 1870 près de 400 ouvriers. Parmi ses frères et sœurs se distingue Édouard-Émile Saladin (1856-1917), brillant ingénieur issu de l'École polytechnique et de l'École des mines de Paris.
Henri Saladin est un architecte DPLG : il effectue sa formation à l'École des Beaux-Arts de Paris de 1872 à 1879 où il est l'un des élèves d'Honoré Daumet (1826-1911). Il est classé 7e au concours du grand prix de Rome de 1879. Il voyage en Italie et en Sicile en 1881, année où il obtient son diplôme du gouvernement.
Entre 1882 et 1883, Henri Saladin effectue avec l'archéologue René Cagnat (1852-1937) une mission archéologique en Tunisie (protectorat français depuis 1881), pour le compte du ministère de l'Instruction publique. Les récits et les rapports de ce voyage scientifique sont également publiés, pour un plus large public, en feuilleton dans Le Tour du monde, entre 1884 et 1893. Le jeune architecte rapporte divers relevés de vestiges architecturaux et archéologiques, visibles à cette époque et qui orienteront sa carrière.

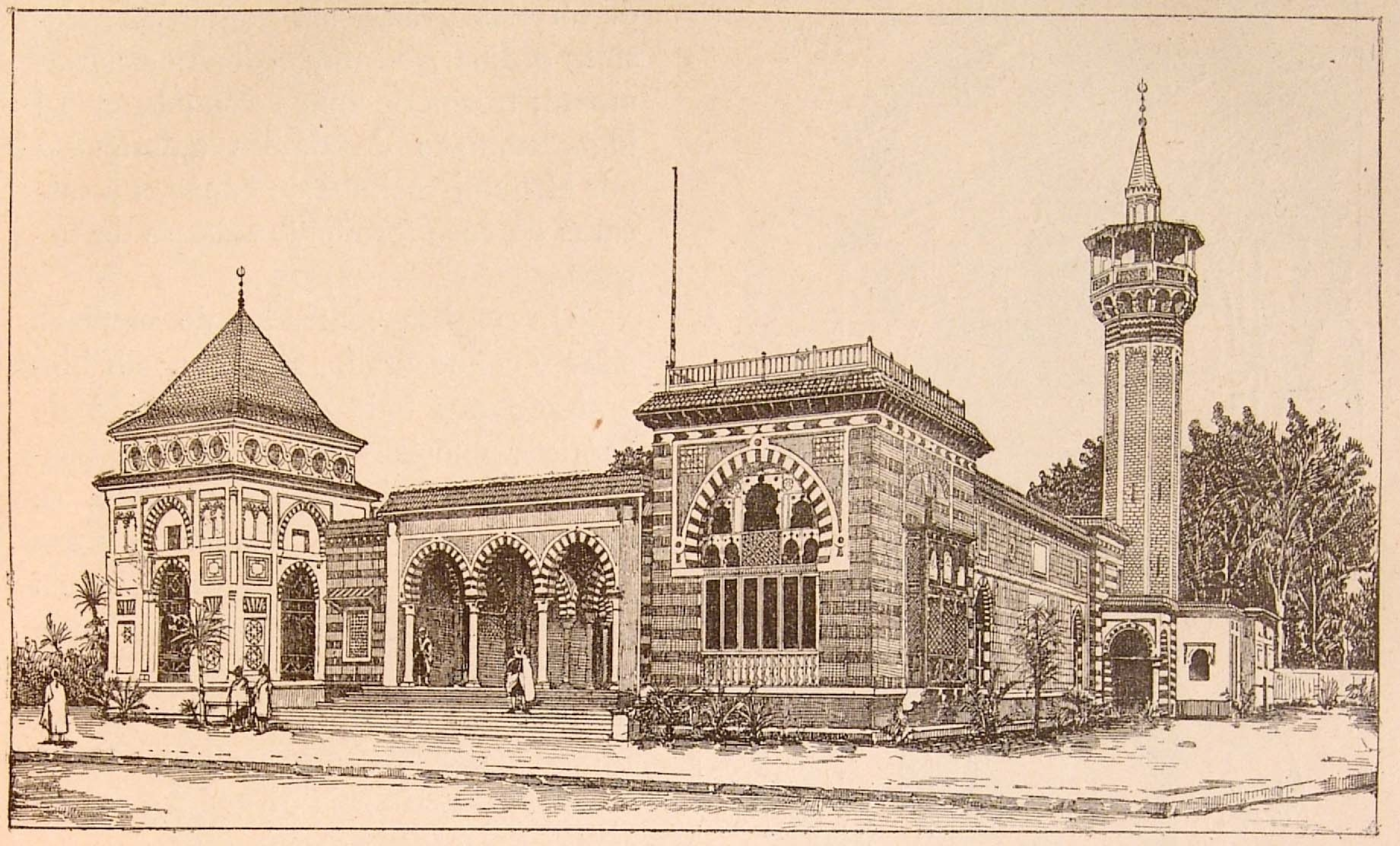
Pavillon de la Tunisie (1889), section coloniale de l'Exposition universelle de Paris.

Entre 1891 et 1892, il réalise le bâtiment de la Poste centrale de Tunis. 
Son œuvre la plus célèbre est la construction du palais tunisien pour l'Exposition universelle de 1889. Ce projet d'« architecte orientaliste » est déjà récompensé par une médaille d'argent à l'Exposition de Bruxelles en 1888.
Il est également connu pour le salon de style historiciste orientalisant dit fumoir arabe (1908), conçu et réalisé à la demande de l'explorateur et diplomate Henri Moser (1844-1923) pour son château de Charlottenfels près de Schaffhouse en Suisse. Ce salon a été transféré entre 1918 et 1922 puis a été rétabli au musée d'Histoire de Berne auquel Henri Moser légua sa collection orientale.
En 1893, son cabinet est sis au 47, rue du Faubourg-Saint-Honoré à Paris.

## Publications
- Henri Saladin, Manuel d'art musulman.
- Henri Saladin, Note sur un chapiteau d'ordre composite trouvé dans la propriété de M. Lesueur à Stora.
- Henri Saladin, Tunis et Kairouan, Paris, Henri Laurens, coll. « Les Villes d'art célèbres », 1908 (lire en ligne).

## Distinctions
- Officier d'Académie en 1883[3].
- Officier de l'ordre royal du Cambodge en 1889[3].
- Commandeur du Nichan Iftikhar en 1889[3].
- Chevalier de la Légion d'honneur en 1889[1].